# NGC 629
NGC 629 في الفهرس العام الجديد، هي مجرة، تقع في كوكبة ذات الكرسي. اكتشفت في 1825 بواسطة فريدريك جورج ويهيلم فون ستروف.

## روابط خارجية
- NGC 629 على موقع ويكي سكاي: DSS2, SDSS, GALEX, IRAS, Hydrogen α, X-Ray, Astrophoto, Sky Map, Articles and images